# 50 Bootis
50 Bootis, som är stjärnans Flamsteed-beteckning, är en ensam stjärna i den mellersta delen av stjärnbilden Björnvaktaren. Den har en skenbar magnitud på ca 5,38 och är svagt synlig för blotta ögat där ljusföroreningar ej förekommer. Baserat på parallaxmätning inom Hipparcosuppdraget på ca 11,9 mas, beräknas den befinna sig på ett avstånd på ca 262 ljusår (ca 80 parsek) från solen. Den rör sig närmare solen med en heliocentrisk radiell hastighet på ca -9 km/s.

## Egenskaper
50 Bootis är en blå till vit stjärna i huvudserien av spektralklass B9 Vn, där ”n” anger diffusa emissionslinjer till följd av att den har en snabb rotation med en projicerad rotationshastighet på 232 km/s. Den har en massa som är ca 3,3 gånger solens massa, en radie som är ca 3,1 gånger större än solens och utsänder ca 55  gånger mera energi än solen från dess fotosfär vid en effektiv temperatur på ca 12 100 K.